# Demografía de Lesoto
La demografía de Lesoto describe las condiciones y la perspectiva general de sus habitantes. Temas demográficos incluyen la educación básica, la salud y estadísticas de población, así como las afiliaciones raciales y religiosas.

## Población
De acuerdo al censo de 2006 realizado en Lesoto, la población total era de 1,876,633, de los cuales el 48,6% de la población eran hombres y el 51.4% era mujer. De la población, 23.74% vivía en zonas urbanas y 76,26% en zonas rurales.
La capital del país, Maseru, representa aproximadamente la mitad de la población urbana total del país.
La densidad media de población en el país es de alrededor de 61,7 personas por kilómetro cuadrado. La densidad es menor en las tierras altas que en las tierras bajas occidentales. Aunque la mayoría de la población, 59.8%, está entre 15 y 64 años de edad, Lesoto tiene una importante población joven, alrededor del 35,3%. La tasa anual de crecimiento de la población se estima en 0,13%.

## Grupos étnicos y lenguajes
La estructura etno-lingüística de Lesoto se compone casi enteramente de los basutos, un pueblo de habla bantú: una estimación del 99,7 por ciento de las personas se identifican como basuto. Los europeos y los asiáticos constituyen el 0,3% de la población El Kwena (Bakoena) son el subgrupo más numeroso de los sotho; otros subgrupos basuto incluyen el Natal (norte) Nguni, Batloung (el Tlou), Baphuthi (el Phuti), Bafokeng, Bataung (el Tau), Bats'oeneng (el tso 'eno), el Cabo (Sur) y Nguni (Thembu). El porcentaje de población blanca, en comparación a sus países vecinos, es muy reducido.
El sesotho y el inglés son idiomas oficiales. El afrikáans, el zulú, el xhosa y el francés son ocupados en menor medida.

## Religión
Se estima que alrededor del 90% de la población de Lesoto es cristiana, los católicos constituyen alrededor del 45 por ciento de este grupo. Los evangélicos representan el 26% de la población, y los grupos anglicanos y otros un 19%. Musulmanes, hindúes, budistas, bahaíes, y los miembros de las religiones tradicionales indígenas constituyen el 10% restante de la población.

## Educación y alfabetización
De acuerdo con estimaciones recientes, el 85% de la población de 15 y más años sabía leer y escribir. Entre las mujeres la tasa de alfabetización era de alrededor del 95%, y entre los hombres alrededor de un 75%. Como tal, Lesoto cuenta con uno de los mayores índices de alfabetización en África. Aunque la educación no es obligatoria, el Gobierno de Lesoto está implementando un programa para la educación primaria gratuita.
La Universidad Nacional de Lesoto está ubicada en Roma y es la única institución de este tipo en el país.
El país cuenta con casi 20 establecimientos públicos y 15 institutos que entregan educación terciaria.